# Sânger
Sângerul (Cornus sanguinea) este un arbust nativ din cea mai mare parte a Europei și Asiei de Vest, acesta apare și în nordul și sudul Angliei, Scandinavia de sud și la est de Marea Caspică. Acesta este larg răspândit ca plantă ornamentală.

## Descriere
Este un arbust cu frunze căzătoare, care atinge 2–6 metri înălțime, cu ramuri și crengi verzui-brun. Frunzele sunt opuse și au 4–8 cm lungime și 2–4 cm lățime, au o formă ovală alungită, sunt verzi pe partea superioară și mai palide pe partea inferioară, ele sunt acoperite de puf. Florile sunt hermafrodite și mici, ele au 5–10 milimetri în diametru, cu patru petale alb-crem, produse în grupuri de 3–5 centimetri în diametru, și sunt polenizate de insecte. Floarea are patru stamine care sunt doar cu puțin mai scurte decât petalele și ies puțin mai sus. Ovarul este situat în interior. Fructul este sferic și negru și are 5–8 milimetri în diametru, acesta conține o singură sămânță.

## Ecologie
Sângerul preferă căldura moderată în locuri însorite, deși acesta poate tolera umbra și în mai multe zone din sud crește în munți. În zonele mai reci, cum ar fi Scandinavia, acesta crește la nivelul mării.
Acesta are nevoie de soluri ușoare, de multe ori alcaline. Se înmulțește prin semințe și butași. Aria sa naturală acoperă cele mai multe zone din Europa și Asia de Vest. Este deosebit de abundent în malurile cursurilor de apă, în special în zonele umbrite și ravene. Acesta crește la marginea pădurilor sau zone cu păduri în regenerare sau cu alte specii de arbuști spinoși (de exemplu: Clematis vitalba, Crataegus monogyna, Malus sylvestris, Prunus spinosa, Rubus idaeus, Rubus ulmifolius etc).

## Utilizare

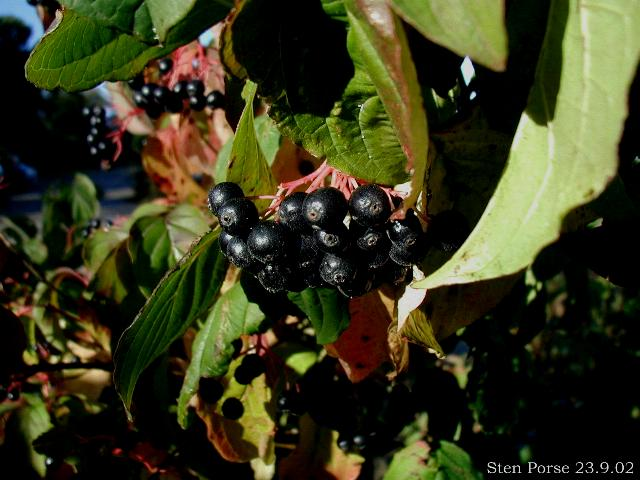
Cornus sanguinea

Frunzele asigura hrana pentru unele animale, inclusiv pentru Lepidoptera care este purtător al moliei Coleophora anatipennella. Fructele sunt consumate de către unele mamifere și mai multe păsări. Multe păsări le găsesc irezistibile și le preferă fructelor cultivate de către om. Planta este, astfel, de multe ori cultivată în grădini organice și permacultură pentru a preveni daune la culturile de livadă.
Soiurile de grădină sunt adesea numite „foc de iarnă”, deoarece frunzele se colorează în portocaliu-galben toamna și apoi după ce cad se colorează în roșu.
Lăstarii drepți produși de plantă pot fi folosiți ca bastoane, frigărui sau săgeți. Arcașul preistoric cunoscut sub numele de Ötzi „Omul Ghețurilor”, descoperit în 1991 la granița dintre Italia și Austria, avea asupra sa săgeți făcute din sânger.

## Toxicitate
Toate părțile plantei sunt libere de orice compus toxic. Supozițiile cu privire la existența unor toxine în fructele sau în alte organe ale sângerului au fost infirmate de către toate cercetările și studiile efectuate. Frunzele provocă la contact, în cazul persoanelor sensibile, iritații ale pielii. Consumate în cantități mici, fructele sunt comestibile. Din cauza unor principii iritante asupra mucoasei gastrice, drupele consumate în cantitate mare devin emetice.

## Valorificarea fitoterapeutică a sângerului
De la sânger se valorifică în scopuri fitoterapeutice scoarța și fructele. Scoarța se recoltează ca și la corn având același indicații. Fructele consumate în cantitate mică sunt stomahice și febrifuge. Dacă se consumă mai mult de câteva drupe, acestea se pot dovedi a fi emetice. Fructele de sânger erau recomandate de către medicina populară în paludism (malarie) (M. Alexan, O. Bojor, Fl. Crăciun). Mugurii sângerului se folosesc în homeopatie, posedând calități anticoagulante.